# Nambira
Nambira est une localité située dans le département de Kampti de la province du Poni dans la région Sud-Ouest au Burkina Faso.

## Géographie
Nambira se trouve à environ 35 km au sud-est de Kampti, le chef-lieu du département, et à 5 km au sud-est de Kpapira près de la frontière ivoirienne.

## Santé et éducation
Le centre de soins le plus proche de Nambira est le centre de santé et de promotion sociale (CSPS) de Kpapira tandis que le centre médical est à Kampti et que le centre hospitalier régional (CHR) de la province se trouve à Gaoua.